# Jalen Pickett
Jalen Pickett (Rochester, 22 oktober 1999) is een Amerikaans basketballer die speelt als point guard voor de Denver Nuggets.

## Carrière
Pickett speelde collegebasketbal voor de Siena Saints (2018-2021) en voor de Penn State Nittany Lions (2021-2023).  Hij stelde zich in 2023 beschikbaar voor de NBA draft en werd gekozen als 32e in de tweede ronde door de Indiana Pacers. Zijn draftrechten werden echter onmiddellijk overgedragen naar de Denver Nuggets, op dat moment net kampioen geworden in de NBA. Op 6 juli 2023 tekende Pickett een contract bij de Nuggets.  Hij maakte zijn NBA-debuut op 24 oktober 2022 tegen de Los Angeles Lakers. In zijn rookie-jaar werd Pickett hoofdzakelijk uitgespeeld als wisselspeler. Daarnaast speelde hij ook nog 17 wedstrijden voor de Grand Rapids Gold, de satellietclub van de Nuggets in de NBA G League.

## Statistieken
| Legenda | Legenda                | Legenda | Legenda                 | Legenda | Legenda               |
| ------- | ---------------------- | ------- | ----------------------- | ------- | --------------------- |
| WG      | Wedstrijden gespeeld   | WS      | Wedstrijden als starter | MPW     | Minuten per wedstrijd |
| FG%     | Fieldgoal-percentage   | 3P%     | Drie-punterpercentage   | VW%     | Vrije-worppercentage  |
| RPW     | Rebounds per wedstrijd | APW     | Assists per wedstrijd   | SPW     | Steals per wedstrijd  |
| BPW     | Blocks per wedstrijd   | PPW     | Punten per wedstrijd    | Vet     | Hoogste in carrière   |

### Regulier seizoen
| Seizoen  | Team           | WG | WS | MPW  | FG%  | 3P%  | FW%  | RPW | APW | SPW | BPW | PPW |
| -------- | -------------- | -- | -- | ---- | ---- | ---- | ---- | --- | --- | --- | --- | --- |
| 2023/24  | Denver Nuggets | 27 | 0  | 4,5  | 42,9 | 36,0 | 75,0 | 0,5 | 0,8 | 0,1 | 0   | 1,6 |
| 2024/25  | Denver Nuggets | 49 | 4  | 13,6 | 42,8 | 39,6 | 75,0 | 1,4 | 2,2 | 0,4 | 0,1 | 4,1 |
| Carrière | Carrière       | 76 | 4  | 10,4 | 42,8 | 38,9 | 75,0 | 1,1 | 1,7 | 0,3 | 0,1 | 3,2 |

### Play-offs
| Seizoen  | Team           | WG | WS | MPW | FG%  | 3P%  | FW% | RPW | APW | SPW | BPW | PPW |
| -------- | -------------- | -- | -- | --- | ---- | ---- | --- | --- | --- | --- | --- | --- |
| 2023/24  | Denver Nuggets | 3  | 0  | 3,6 | 66,7 | 0,0  | -   | 0,3 | 0,3 | 0,0 | 0,3 | 1,3 |
| 2024/25  | Denver Nuggets | 8  | 0  | 7,1 | 33,3 | 33,3 | -   | 0,9 | 0,6 | 0,0 | 0,1 | 1,6 |
| Carrière | Carrière       | 11 | 0  | 6,2 | 38,9 | 30,0 | —   | 0,7 | 0,5 | 0,0 | 0,2 | 1,5 |